# Rezerwat przyrody Mokradła Sułowskie
Rezerwat przyrody „Mokradła Sułowskie” (dawniej „Torfowiska Sułowskie”) – wodny rezerwat przyrody w województwie lubuskim, w powiecie słubickim, w gminie Rzepin. Składa się z dwóch części rozdzielonych drogą wojewódzką nr 137.

## Podstawa prawna
Nr rej. woj. - 37

## Akt prawny obejmujący rezerwat ochroną
Zarządzenie Nr 366 Ministra Ochrony Środowiska, Zasobów Naturalnych i Leśnictwa z dnia 26 listopada 1990 r. w sprawie uznania za rezerwaty przyrody (M.P. z 1990 r. nr 48, poz. 366). Weszło w życie 3 stycznia 1991 r.

## Położenie
Woj. lubuskie, obszar położony w granicach administracyjnych powiatu słubickiego, gm. Rzepin, obrębu ewidencyjnego Sułów (dz. nr 97 – 10,40 ha, dz. nr 110/1 – 11,58 ha, dz. nr 126/1 – 4,17 ha, dz. nr 141/1 – 19,12 ha).

## Właściciel, zarządzający
Skarb Państwa w zarządzie Nadleśnictwa Rzepin.

## Powierzchnia pod ochroną
45,11 ha (pierwotnie było to 33,73 ha).

## Opis przedmiotu poddanego ochronie
Część północna obejmuje silnie zeutrofizowane zarastające jezioro. Ponad 1/3 lustra wody porośnięta jest roślinnością wynurzoną. Część południowa stanowi kompleks silnie podtopionych torfowisk, porośniętych wysoką roślinnością oczeretową. W centralnej części kompleksu znajduje się niewielki zbiornik wodny, całkowicie porośnięty roślinnością szuwarową. W operatach leśnych obie powierzchnie figurują jako nieużytki. Roślinność jest dość znacznie zróżnicowana. Stwierdzono występowanie 43 gatunków ptaków.

## Ochrona
Celem ochrony rezerwatu jest zachowanie ze względu na szczególne wartości przyrodnicze i naukowe siedlisk rzadkich gatunków roślin i zwierząt charakterystycznych dla ekosystemów  zbiorników wodnych, torfowisk oraz zbiorowisk lasów łęgowych, a także utrzymanie spontanicznie zachodzących naturalnych procesów przyrodniczych w obszarze.
Według obowiązującego planu ochrony ustanowionego w 2016 roku, obszar rezerwatu objęty jest ochroną ścisłą.
W zbliżonych granicach utworzono obszar siedliskowy sieci Natura 2000 „Torfowiska Sułowskie” PLH080029.
Nie podlega ochronie w zakresie prawa międzynarodowego.